# Blind Bay (zatoka na wschód od St. Margarets Bay)
Blind Bay – zatoka (ang. bay) w kanadyjskiej prowincji Nowa Szkocja, w hrabstwie Halifax, na wschód od zatoki St. Margarets Bay; nazwa urzędowo zatwierdzona 1 marca 1921.